# Seebeckwerft Containerschiff 700 TEU
Das Seebeckwerft Containerschiff 700 TEU war ein Kühlcontainerschiffstyp, der in drei Einheiten für die Reederei Hamburg Süd gebaut wurde. Die mittelgroßen Vollcontainerschiffe waren Containerschiffe der dritten Generation.

## Geschichte
Die Hamburg Süd setzte die Schiffe der Columbus-Victoria-Baureihe nach Ablieferungsbeginn im Australien/Neuseeland-Nordamerika-Dienst ein, später waren die Schiffe lange in der Südamerikafahrt beschäftigt. Die Größe und Auslegung des neuen Schiffstyps aus der Seebeckwerft in Bremerhaven war aber auch für andere Fahrtgebiete ausgelegt. So konnten durch Abwandlung der Kühlsysteme und der Ausrüstung mit bordeigenen Hebewerkzeugen die Ansprüche anderer Reedereien relativ gut und problemlos erfüllt werden. Es standen mehrere Arten der Motorisierung zur Verfügung. Ab 1986 konnten acht Passagiere mitgenommen werden. Die drei Schiffe wurden 1993/94 an die Reederei Pacific International Lines mit Sitz in Singapur verkauft und dort zwischen neun und 14 Jahren weiterbetrieben, bevor sie zum Abbruch veräußert wurden.
Die Columbus-Louisiana-Klasse stellt eine Weiterentwicklung der Klasse dar.

## Technische Einzelheiten
Die Seebeckwerft-700-TEU-Schiffe hatten achtern angeordnete Aufbauten und sieben Laderäume, die mit wegnehmbaren Cellguides ausgerüstet waren. Anfangs konnten die Schiffe insgesamt 700, später bis zu 750 TEU transportieren. Sie zeichneten sich durch einen besonders hohen Anteil von Anschlüssen für Kühlcontainer aus und waren für die Weiterentwicklung der Kühlcontainerschifffahrt wegbereitend. 336 Kühlcontainer (20 Fuß) nach dem Porthole-Prinzip, die über Kühlstäbe von schiffsfesten Ladungskühlanlagen versorgt wurden, konnten unter Deck gefahren werde. Für weitere 154 Kühlcontainer gab es Anschlüsse für den Transport an Oberdeck. Im Wettbewerb mit konventionellen Kühlschiffen ergab sich diese Forderung besonders für die traditionellen Fahrtgebiete Nordamerika und Australien/Neuseeland, wo die Baureihe eingesetzt wurde. Das dezentrale Kühlsystem wurde vom Maschinenkontrollraum gesteuert und überwacht. Kühlbereiche von plus 6 Grad Celsius bis minus 21 Grad Celsius konnten bereitgestellt werden.
Die Besatzung war in klimatisierten Einzelkammern untergebracht. Der Hauptmotor war ein langsamlaufender Zweitakt-Dieselmotor des Typs MAN 6 KSZ 78/155 A mit einer Leistung von 13.800 PS, der direkt auf den Festpropeller wirkte. Es stand kein Bugstrahlruder zur Unterstützung der An- und Ablegemanöver zur Verfügung.

## Die Schiffe
| Bauname             | Bau- nummer | IMO- Nummer | Stapellauf Ablieferung              | Spätere Namen und Verbleib                                                                                 |
| ------------------- | ----------- | ----------- | ----------------------------------- | --- |
| Columbus Victoria   | 991         | 7508702     | 11. September 1976 3. Dezember 1976 | 1994 Kota Berlian, am 19. März 2008 zum Abbruch in Chittagong eingetroffen und am 28. März 2008 gestrandet |
| Columbus Virginia   | 992         | 7508726     | 12. Dezember 1976 7. März 1977      | 1993 Kota Berkat, 2002 in Alang abgebrochen                                                                |
| Columbus Wellington | 1001        | 7508714     | 26. März 1977 20. Juni 1977         | 1994 Kota Berani, 24. April 2008 zum Abbruch in Chittagong eingetroffen                                    |